# لیندا کاریدی
لیندا کاریدی (ایتالیایی: Linda Caridi؛ زادهٔ ۱۱ آوریل ۱۹۸۸) بازیگر اهل ایتالیا است. وی نامزد دریافت جایزه دیوید دی دوناتلو بهترین بازیگر زن شده است.
از فیلم‌ها یا برنامه‌های تلویزیونی که وی در آن نقش داشته است می‌توان به روابط و سوپرسکس اشاره کرد.